# Scarpa d'oro 1969
La Scarpa d'oro 1969 è il riconoscimento calcistico che è stato assegnato al miglior marcatore assoluto in Europa tenendo presente le marcature segnate nel rispettivo campionato nazionale nella stagione 1968-1969. Il vincitore del premio è stato Petăr Žekov del CSKA Sofia con 36 reti nella A Republikanska futbolna grupa.
| Pos | Campionato                     | Nome              | Squadra        | Gol |
| --- | ------------------------------ | ----------------- | -------------- | --- |
| 1   | A Republikanska futbolna grupa | Petăr Žekov       | CSKA Sofia     | 36  |
| 2   | Alpha Ethniki                  | Giorgios Sideris  | Olympiacos     | 35  |
| 3   | Nemzeti Bajnokság              | Antal Dunai       | Újpest         | 31  |
| 3   | Nationalliga                   | Helmut Köglberger | Austria Vienna | 31  |